# Lijst van weg- en veldkapellen in Bergeijk
Dit is een onvolledige lijst van veldkapellen in de gemeente Bergeijk. Kapelletjes komen vooral in het zuiden van Nederland voor en werden dikwijls gebouwd ter verering van een heilige.
| Kapel                                      | Adres                     | Plaats      | Bouwperiode | Architect                                   | Foto |
| ------------------------------------------ | ------------------------- | ----------- | ----------- | ------------------------------------------- | ---- |
| Mariakapel                                 | Frater Romboutsstraat-Loo | Bergeijk    |             |                                             |      |
| Mariakapel                                 | Patersbos                 | Bergeijk    |             |                                             |      |
| Onze-Lieve-Vrouwekapel                     | Centrum                   | Bergeijk    | 1934        | Jos. Bedaux, met Mariabeeld van Manus Evers |      |
| Heilig Kruiskapel                          | Kapellerweg 21            | Luyksgestel | 1727        |                                             |      |
| Sint-Martinuskapel (Kampkapel)             | Kerkstraat 92             | Luyksgestel | 1965        | L. Hoskam                                   |      |
| Mariakapel (Crijnkapelletje/Kleine kapel)  | Kapelweg-Molenstraat      | Luyksgestel | 18e eeuw    |                                             |      |
| Mariakapel                                 | Eind                      | Riethoven   | 1950        |                                             |      |
| Mariakapel                                 | Schoolstraat-Kapelstraat  | Riethoven   |             |                                             |      |
| Mariakapel                                 | Weebosch-Hoge Rijt        | Weebosch    | 1945        |                                             |      |
| Sint-Gerardus Majellakapel (Processiepark) | Processiepark, centrum    | Weebosch    |             |                                             |      |
| Sint-Valentiuskapel                        | Loverensedijk             | Westerhoven | 1947        | Hendrik Willem Valk                         |      |